# Carlos Abella
Carlos Abella (ur. 8 marca 1959 roku) – hiszpański kierowca wyścigowy.

## Kariera
Abella rozpoczął międzynarodową karierę w wyścigach samochodowych w 1982 roku od startów w Brytyjskiej Formule 3 oraz Europejskiej Formule 3. Z dorobkiem odpowiednio pięciu i trzech punktów uplasował się tam odpowiednio na dwunastej i szesnastej pozycji w klasyfikacji generalnej. W późniejszych latach pojawiał się także w stawce Porsche 944 Turbo Cup